# Hopniv, Kiverți
Hopniv (în ucraineană Хопнів) este un sat în comuna Trosteaneț din raionul Kiverți, regiunea Volînia, Ucraina.

## Demografie
Componența lingvistică a localității Hopniv
     Ucraineană (99,73%)
     Alte limbi (0,27%)
Conform recensământului din 2001, majoritatea populației localității Hopniv era vorbitoare de ucraineană (99,73%), existând în minoritate și vorbitori de alte limbi.